# Sweden (Maine)
Pour les articles homonymes, voir Suède.
Sweden est une ville américaine située dans le comté d'Oxford, dans le Maine. 

## Population
Selon le recensement de 2020, sa population est de 391 habitants.